# Leonhard Fuest
Leonhard Fuest (* 6. November 1967 in Münster) ist ein deutscher Literaturwissenschaftler und Medienforscher.

## Werke
Von 1989 bis 1999 studierte er Germanistik, Philosophie und Psychologie an der Universität Münster. Nach der Promotion 1999 mit einer Arbeit über das Werk Thomas Bernhards forschte und lehrte er von 2000 bis 2008 an der Universität Hamburg zum Nicht(s)tun in der Literatur sowie zu Gespenstern in der Nachkriegsliteratur. (Förderung durch die Hamburger Stiftung zur Förderung von Wissenschaft und Kultur). Nach der Habilitation 2008 mit einer Arbeit über das „Nicht(s)tun in der Literatur seit 1800“ am damaligen Institut für Germanistik II in Hamburg vertrat er dort von 2008 bis 2010 eine C4-Professur. Von 2011 bis 2012 war er Fellow am Alfried Krupp Wissenschaftskolleg Greifswald. (Forschung zur theoretischen Grundlegung einer „Pharmakopoetik“.) Von 2013 bis 2014 hatte er ein Forschungsprojekt „Poetopharmaka. Heilmittel und Gifte in Literatur und Medien“ (Förderung durch die Hamburger Stiftung zur Förderung von Wissenschaft und Kultur). Seit 2017 lehrt er Unternehmenskommunikation, Wirtschaftsethik und Medienpsychologie an der Hochschule Fresenius, wo er seit Oktober 2021 Professor für Medienforschung und Unternehmenskommunikation ist.
Seine Schwerpunkte sind Medienpharmakologie, Devianzästhetiken, Melancholiediskurse, Krisenkommunikation sowie Science Fiction und Design Fiction.

## Schriften (Auswahl)
- Kunstwahnsinn, irreparabler. Eine Studie zum Werk Thomas Bernhards. Frankfurt am Main 2000, ISBN 3-631-35982-9.
- Poetik des Nicht(s)tuns. Verweigerungsstrategien in der Literatur seit 1800. Paderborn 2008, ISBN 3-7705-4614-8.
- Die schwarzen Fahnen von Paris. Die „Stadt der Liebe“ im Licht der Melancholie. Hamburg 2010, ISBN 978-3-86260-003-8.
- Poetopharmaka. Heilmittel und Gifte der Literatur. Bielefeld 2015, ISBN 3-8376-2830-2.